# 5255 Джонсофі
5255 Джонсофі (5255 Johnsophie) — астероїд головного поясу, відкритий 19 травня 1988 року.
Тіссеранів параметр щодо Юпітера — 3,351.